# Parkstein

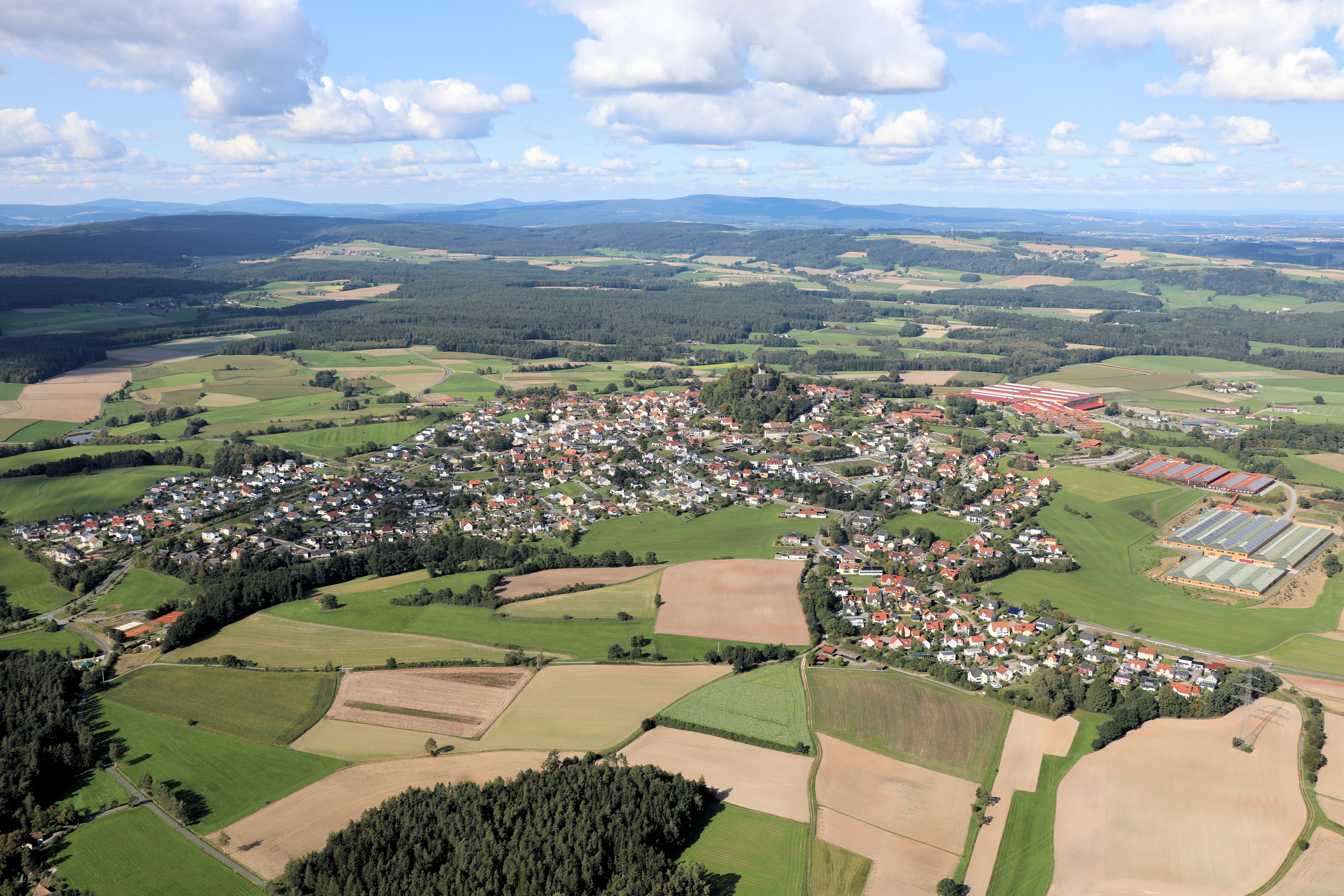
Parkstein (2023)

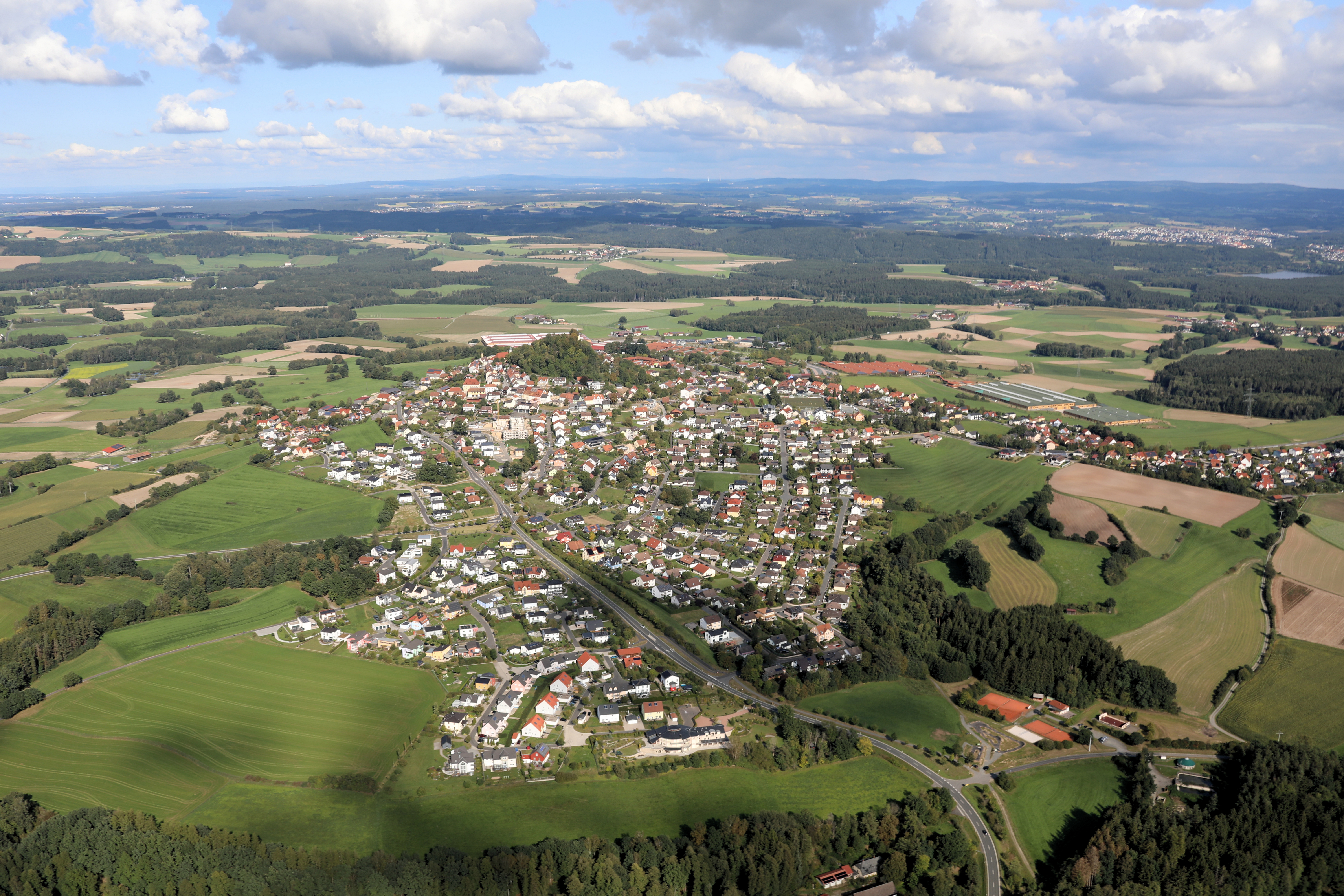
Parkstein (2023)

Parkstein (bairisch: Boakstoi oder auch Berchstoi) ist ein Markt im Oberpfälzer Landkreis Neustadt an der Waldnaab. Die Gemeinde ist Mitglied der Verwaltungsgemeinschaft Neustadt a.d.Waldnaab.

## Lage
Parkstein liegt rund um den gleichnamigen Basaltkegel vulkanischen Ursprungs im Naturpark Oberpfälzer Wald sowie im Geopark Bayern-Böhmen am Rande des Weidener Beckens.

### Gemeindegliederung
Es gibt 14 Gemeindeteile (in Klammern ist der Siedlungstyp angegeben):
- Berghof (Einöde)
- Frühlingshöhe (Einöde)
- Grünthal (Einöde)
- Hagen (Weiler)
- Hammerles (Dorf)
- Neumühle (Einöde)
- Niederndorf (Weiler)
- Parkstein (Hauptort)
- Pinzenhof (Einöde)
- Polier (Einöde)
- Scharlmühle (Einöde)
- Schwand (Dorf)
- Sogritz (Weiler)
- Theile (Weiler)

Im Gemeindegebiet gibt es die Gemarkungen Hammerles, Manteler Forst (nur Gemarkungsteil 4), Meerbodenreuth (nur Gemarkungsteil 2), Parkstein, Schwand, Schwarzenbach (nur Gemarkungsteil 3) und Oed (nur Gemarkungsteil 1).

### Nachbargemeinden
Stadt Weiden, Stadt Pressath, Gemeinden Schwarzenbach, Kirchendemenreuth, Altenstadt a.d.Waldnaab

## Geschichte

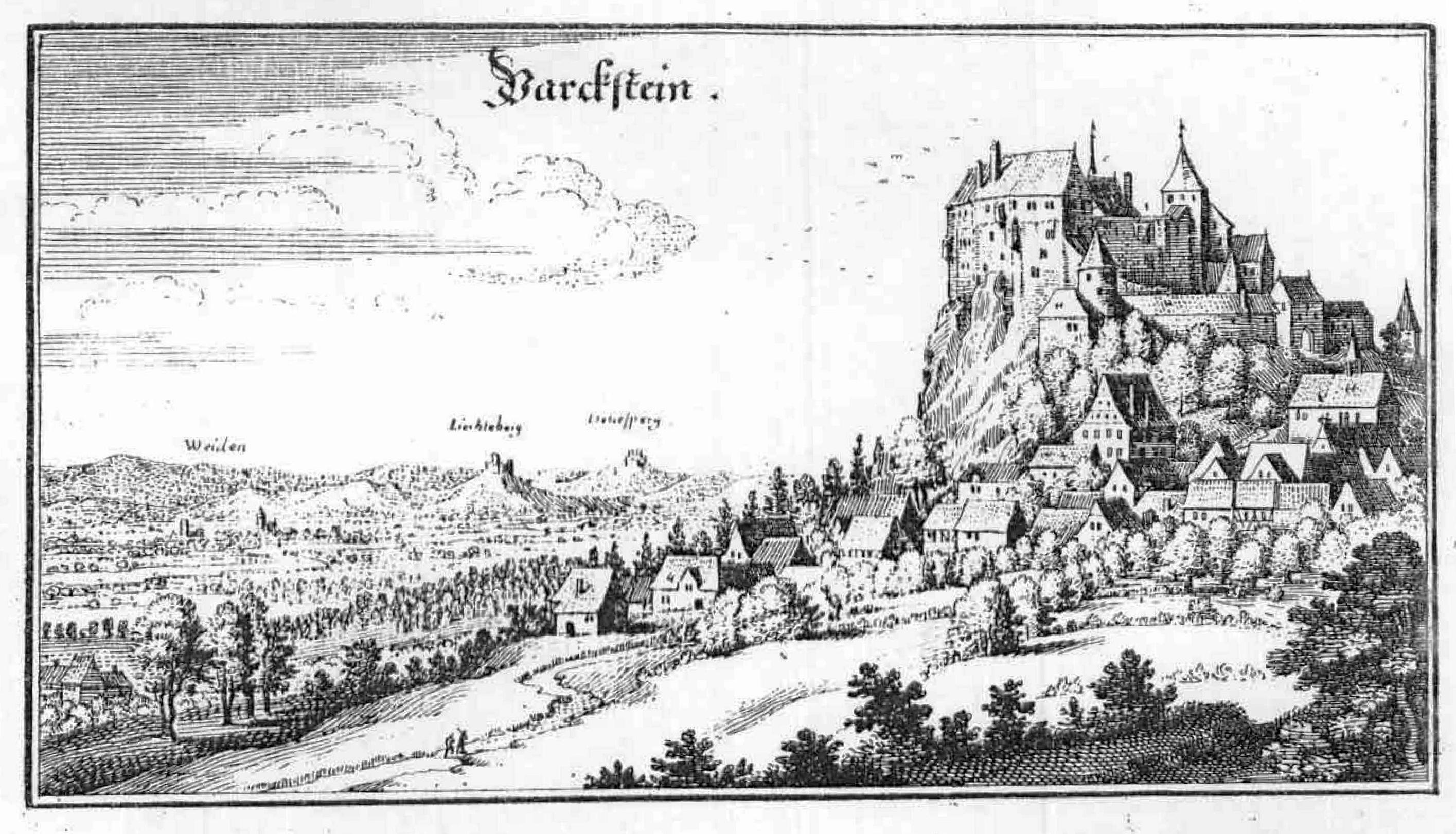
Die Burg Parkstein im Jahre 1644

Vermutlich wurde Parkstein um das Jahr 1000 besiedelt. Der Sage nach war eine kaiserliche Jagdgesellschaft bei der Verfolgung eines Ebers auf den schönen Basaltkegel aufmerksam geworden, so dass einer der Jäger beschloss, dort die Burg Parkstein zu errichten. Die Burg am Ort wird erstmals 1053 urkundlich erwähnt. 1052 brannte Herzog Konrad von Bayern die Burg nieder. Kaiser Heinrich IV. ließ die im Reichsbesitz befindliche Burg Ende des 11. Jahrhunderts wieder aufbauen. Parkstein hatte in der Folgezeit viele Besitzer, unter anderem Kaiser Friedrich Barbarossa und die Wittelsbacher. Mehrmals wurde, wie im Mittelalter üblich, der Ort verpfändet. Von 1421 bis 1714 bestand infolge des Bayerischen Krieges ein Kondominat zwischen dem Kurfürstentum Brandenburg und der Kurpfalz, das Gemeinschaftsamt Parkstein-Weiden. Der brandenburgische Anteil gelangte 1505 an das Herzogtum Pfalz-Neuburg und wurde 1615 Bestandteil von Pfalz-Sulzbach. 1623 erwarb wiederum Wolfgang Wilhelm von Pfalz-Neuburg den kurpfälzischen Anteil. Im Laufe des Dreißigjährigen Krieges verfiel die Burg zusehends, schon Ende des 18. Jahrhunderts waren nur mehr die Grundmauern vorhanden. 1714 verkaufte Pfalz-Neuburg seinen Anteil an Pfalz-Sulzbach, das Kondominat war damit beendet. Das Pflegamt Parkstein kam 1777 dann zu Kurbayern. 1808 wurde das Landgericht Parkstein in die Kreisstadt Neustadt a.d.Waldnaab verlegt.
In Parkstein bzw. in Unterparkstein bestand im 13. und 14. Jahrhundert ein Eisenhammer, der vom Wasser der Schweinnaab betrieben wurde. Das produzierte Eisen wurde nach Nürnberg verkauft.
Der Ort war Sitz eines der sieben Gerichte des Gemeinschaftsamts Parkstein-Weiden, in denen der Parksteiner Landrichter zusammen mit zwölf Geschworenen in Fällen der hohen und niederen Gerichtsbarkeit urteilte. Im Zuge der Verwaltungsreformen in Bayern entstand mit dem Gemeindeedikt von 1818 die Gemeinde Parkstein.

### Eingemeindungen
Die Gemeinde Oed wurde im Jahr 1946 eingegliedert. Im Zuge der Gebietsreform in Bayern wurde am 1. Juli 1972 der überwiegende Teil der aufgelösten Gemeinde Schwand eingegliedert. Am 1. Januar 1978 wurde die Gemeinde Hammerles eingemeindet, wodurch die am 1. Mai 1950 bei der Neugründung der Gemeinde Hammerles ausgegliederten Parksteiner Gemeindeteile zur Gemeinde Parkstein zurückkamen.

### Einwohnerentwicklung
Parkstein verzeichnete lange Jahre steigende Einwohnerzahlen, was durch die Ausweisung von Baugebieten in landschaftlich reizvoller Lage, durch die unmittelbare Nähe zur Stadt Weiden und vor allem durch die Ansiedlung der expandierenden Firmengruppe Winkler (Witron, FAS u. a.) zu erklären war. Seit dem Jahr 2000 stagniert die Einwohnerentwicklung.
Zwischen 1988 und 2018 wuchs der Markt von 1831 auf 2301 um 470 Einwohner bzw. um 25,7 %. Die Konfessionen teilen sich wie folgt auf, 84,0 % römisch-katholisch, 9,1 % evangelisch, 6,9 % mit anderer oder ohne Konfession.
| Jahr | Einwohner |
| ---- | --------- |
| 1849 | 0763      |
| 1925 | 0924      |
| 1950 | 1184      |
| 1961 | 1077      |
| 1970 | 1148      |
| 1987 | 1749      |
| 1991 | 2046      |
| 1995 | 2106      |
| 2000 | 2240      |

| Jahr | Einwohner |
| ---- | --------- |
| 2002 | 2315      |
| 2004 | 2331      |
| 2005 | 2330      |
| 2006 | 2319      |
| 2007 | 2320      |
| 2008 | 2428      |
| 2009 | 2418      |
| 2010 | 2265      |
| 2011 | 2265      |

| Jahr | Einwohner |
| ---- | --------- |
| 2012 | 2275      |
| 2013 | 2301      |
| 2014 | 2309      |
| 2015 | 2331      |
| 2016 | 2286      |
| 2021 | 2309      |
| 2023 | 2359      |

## Politik

### Bürgermeister
Erster Bürgermeister (ehrenamtlich) ist seit 2020 Reinhard Sollfrank (FWG). Vorgängerin war Tanja Schiffmann (CSU), die 2014 Hans Schäfer (CSU) nachgefolgt war.

### Marktgemeinderat
Der Marktgemeinderat besteht aus dem Ersten Bürgermeister und 14 Marktgemeinderatsmitgliedern. Die Kommunalwahl 2020 führte zu folgender Sitzverteilung:
- FWG:  6 Sitze
- CSU: 4 Sitze
- SPD: 2 Sitze
- Grüne: 2 Sitze

## Wappen
| Wappen von Parkstein | Blasonierung: „In Rot auf einem ansteigenden grünen Dreiberg einen springenden schwarzen Eber.“ |
| Wappen von Parkstein | Das Wappen wurde 1435 verliehen.                                                                |

## Kultur und Sehenswürdigkeiten

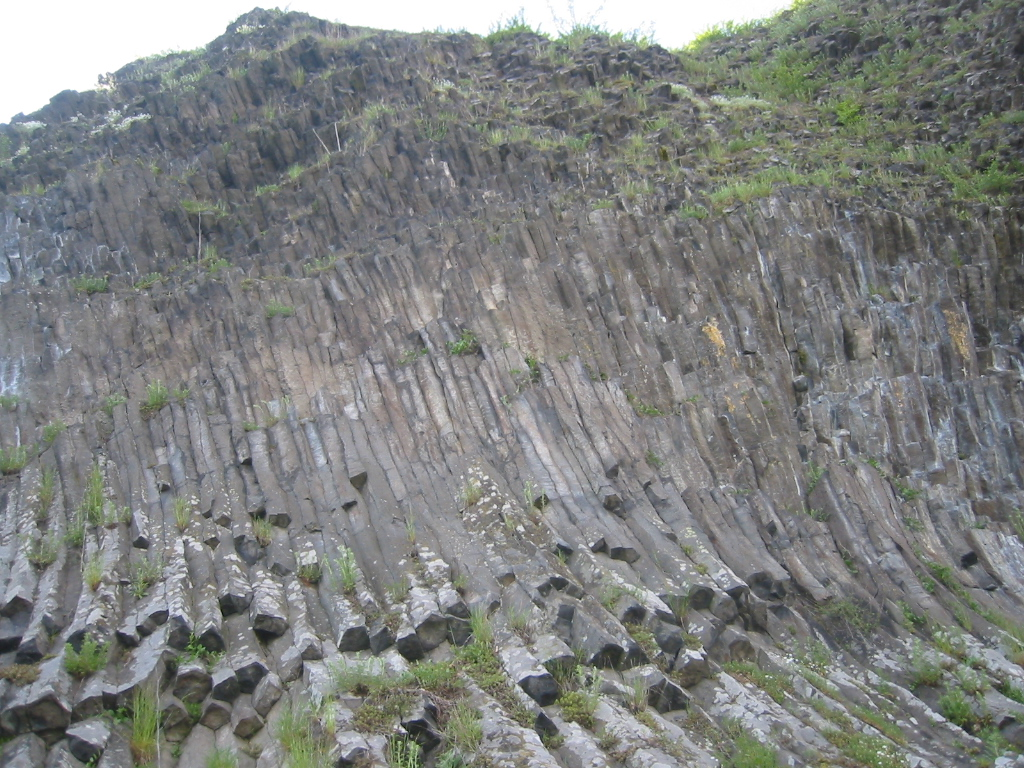
Säulen-Basalt, Parkstein

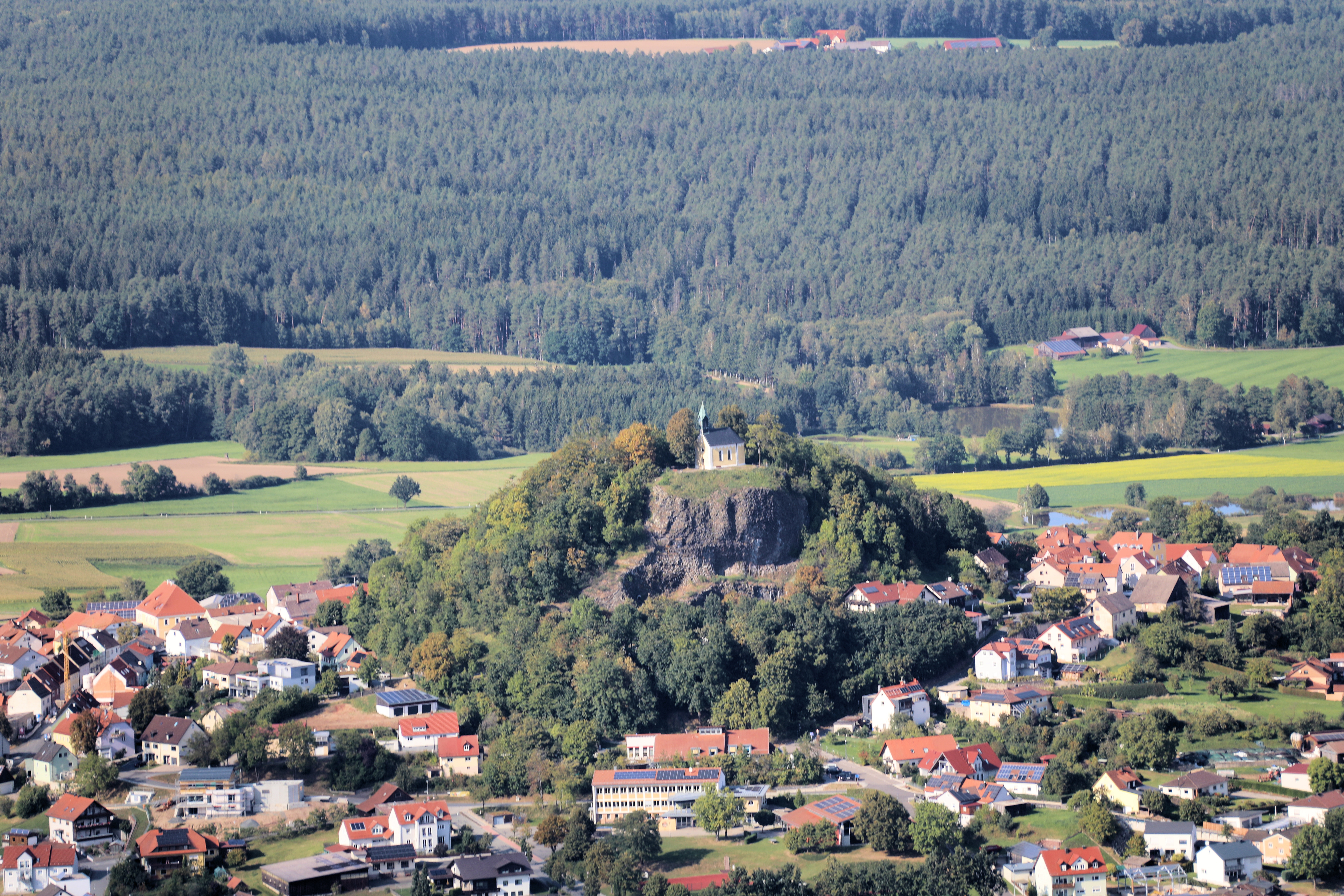
Basaltkegel (2023)

Alljährlich veranstaltet das Basalttheater Parkstein an der Basaltwand ein Freilichttheater.
Im Jahr 2013 eröffnete im renovierten „Landrichterschloss“ das Museum „Vulkanerlebnis Parkstein“ seine Pforten.

### Bauwerke
- Einstmals stand auf der Spitze des Basaltkegels die Burg Parkstein (1756 verfallen), von der nur noch die Grundmauern der großen Burganlage zu sehen sind.
- Landrichterschloss (1762)
- Katholische Pfarrkirche St. Pankratius (1638/1789)
- Katholische Bergkirche St. Maria zu den 14 Nothelfern (1852)

### Naturdenkmäler
Nach Aussage von Alexander von Humboldt liegt Parkstein am „schönsten Basaltkegel Europas“. Vom Freistaat Bayern wurde er im Jahr 2004 als Nr. 20 in die Liste der 100 schönsten Geotope Bayerns aufgenommen. Der Basaltkegel ist 24 Millionen Jahre alt und besteht aus Nephelin-Basalt mit Olivin-Einsprenglingen, Basalt-Tuff und Porzellanjaspis. An der 38 m hohen Steilwand sind die Basaltsäulen besonders schön geformt. Im Museum „Vulkanerlebnis Parkstein“ ist seit Juli 2013 u. a. die Entstehungsgeschichte dargestellt.

### Sport
- Fischereiverein Parkstein
- SV Parkstein
- Tennisverein Parkstein

## Wirtschaft
Parkstein ist Sitz des Intralogistikunternehmens Witron mit weltweit circa 7000 Mitarbeitern (Stand 2024).

## Persönlichkeiten

### Ehrenbürger
- 1985: Walter Winkler, Unternehmer
- 1998: Leonhard Schinner, Pfarrer in Parkstein
- 2004: Hildegard Winkler, Unternehmerin
- 2004: Karl Lukas, Altbürgermeister

### Söhne und Töchter der Stadt
- 26. Februar 1822 wurde der Musiker Franz Joseph Strauss, Vater von Richard Strauss, in Parkstein geboren.
- 25. September 1956 wurde der Musiker Norbert Vollath dort geboren.
- 30. April 1949 wurde der bayrisch-österreichische Benediktiner Johannes Pausch dort geboren.